# Hiperestesia
Hiperestesia é um distúrbio neurológico que se dá excesso de sensibilidade de um sentido ou órgão a qualquer estímulo. É o aumento da intensidade das sensações. Se acompanha, em geral, de exaltação dos reflexos tendinosos, maior excitabilidade da sensibilidade fisiológica, e aceleração do ritmo dos processos psíquicos. Nos estados de grande ansiedade, de fadiga ou esgotamento, por exemplo, onde a capacidade adaptativa está comprometida, a audição e o tato podem estar aumentados.
A hiperestesia sensorial é frequente nos pacientes afetivos, nos neuróticos, nos estados de excitação maníaca, no hipertiroidismo, no tétano, na hidrofobia, nos acessos de enxaqueca e, ocasionalmente em alguns casos de epilepsia.